# Телефонные аппараты VEF
Телефонные аппараты VEF — серия телефонных аппаратов, выпускавшихся латвийским государственным электротехническим заводом VEF с момента основания компании в 1919 году по настоящее время. В 1990-х годах компания была разделена на отдельные подразделения, из которых в настоящее время функционируют три. Аппаратурой связи занимается подразделение VEF Telekom.
Заводом выпускались разные модели телефонных аппаратов: от классических с дисковым номеронабирателем и механическим звонком, до современных кнопочных телефонов с памятью на несколько номеров и другими сервисными функциями. Завод выпускал как телефоны для обычных сетей, так и для учрежденческих сетей.

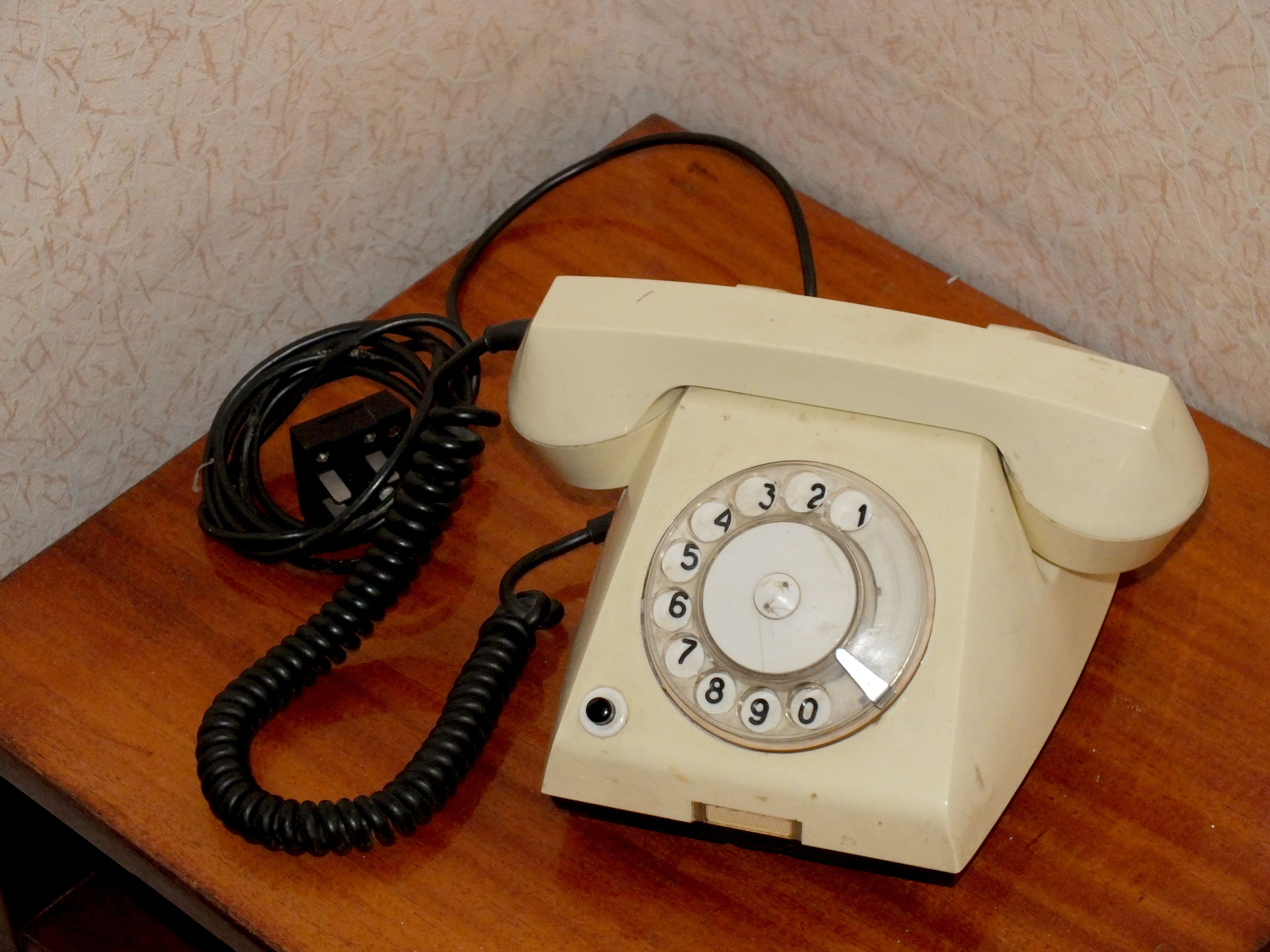
Телефонный аппарат ТА-68 с дисковым номеронабирателем

Телефонные аппараты VEF имели широкое распространение на территории СССР.

## VEF БАГТА-50
Один из самых массовых телефонных аппаратов в СССР 50-60-х годов. Корпус и трубка были выполнены из карболита. Дисковый номеронабиратель имел как цифры, так и буквы, поскольку в то время телефонные номера состояли как из цифр, так и букв; например: Б-38-29. Звонок данного аппарата не имел регулятора громкости и был довольно шумным. Телефоны данной модели производились и в некоторых модификациях.
БАГТА-50-ЦБ — телефонный аппарат, предназначенный для включения в станции ручного обслуживания и коммутаторные установки.

## VEF TA 68

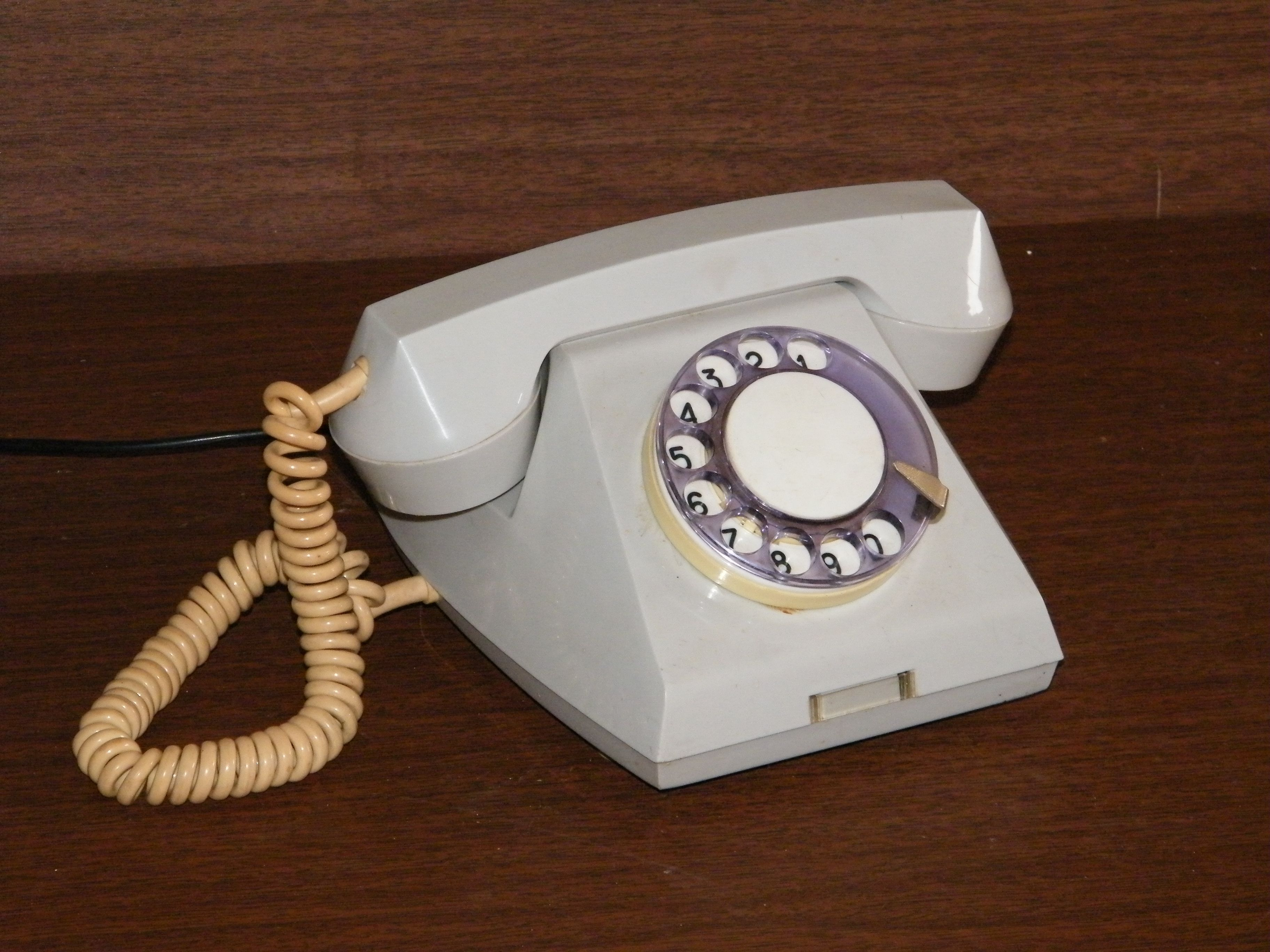
Телефонный аппарат ТА-68 без номеронабирателя (накладной дисковый номеронабиратель установлен самостоятельно)

Телефон с дисковым номеронабирателем и электромеханическим звонком с регулятором громкости. Наиболее массовая модель телефонного аппарата в СССР, выпускавшаяся с начала 1970-х годов до конца 80-х. В некоторых учреждениях можно встретить функционирующий и по сей день аппарат.
Также выпускался вариант ТА 68 ЦБ без номеронабирателя, предназначенный для работы со станциями ручного обслуживания, например в отдалённой сельской местности и на небольших промышленных предприятиях. Абонент снимал трубку своего аппарата, телефонистка отвечала и вручную соединяла с другим абонентом. Аппарат может использоваться и в обычной сети АТС, работая только на приём вызовов. Между тем, в схеме ТА 68 ЦБ предусмотрена возможность подключения номеронабирателя. Печатная плата ТА 68 ЦБ может быть использована в стандартном корпусе аппарата ТА 68 с номеронабирателем.

## VEF TA 72
Телефон с дисковым номеронабирателем и электромеханическим звонком с регулятором громкости. Модель выпускалась одновременно с ТА 68.

## VEF TA D
Телефон с дисковым номеронабирателем, электронным звонком (двухтональная трель) с регулятором громкости, функцией отключения микрофона (кнопка S), безрычажным переключателем на основе геркона (плюс дополнительная кнопка # для ручного сброса линии).
Был удостоен золотой медали на выставке в Брно в 1984 году.

## VEF TA-12
Телефон с кнопочным номеронабирателем, функцией повторного набора номера и памятью на десять 18-значных номеров. По дизайну и остальным функциям (звонок, переключатель линии) аналогичен VEF TA D. Выпускался в двух модификациях.
Номеронабиратель построен на специализированной микросхеме К145ИК8П.
В начале 1990-х годов телефон использовался кооперативами и частными предпринимателями в качестве основы для телефона с функцией АОН. Была разработана печатная плата соответствующей формы, устанавливаемая вместо штатной. На плате было предусмотрено место для установки штатных клавиш. В корпусе делался вырез на месте логотипа производителя и устанавливался светофильтр, под которым располагался светодиодный индикатор АЛС318.

## VEF TA-32
Телефон с кнопочным номеронабирателем. По дизайну и основным возможностям аналогичен VEF TA-12, но также имеет функцию автоматического набора 32 программируемых номеров
Для реализации дополнительных функций помимо микросхемы К145ИК8П использовалась микросхема К145ИК11П и ОЗУ на основе микросхем К561РУ2.

## VEF TA-611D
Телефон с дисковым номеронабирателем. Имеет аналогичный VEF TA D дизайн. Отсутствуют кнопки отключения микрофона и сброса линии. Собирался из частей Siemens FeTAp 611-2, которые выпускались в Германии с 1972 года и были куплены для реиновации. В корпусе от ТА-12 применялась плата, звонок, телефонный и микрофонный капсюль. Герконы крепились к корпусу «жидкими гвоздями». Была выпущена модифицированная модель TR9-S05502 ТУ.

## VEF ST-1 Dialogs

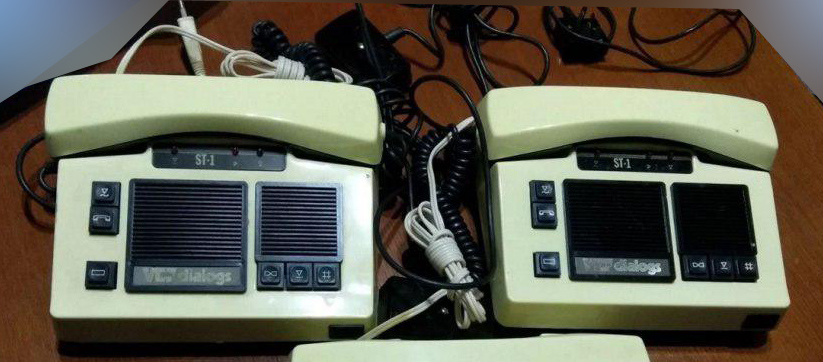
VEF ST-1 Dialogs

Телефон селекторной связи типа директор — секретарь. Оснащен динамиком и микрофоном, позволяющим вести разговор без поднятия трубки в режиме hands free. Требовал внешнего питания 220 вольт.

## Другие модели
Современные модели телефонов имеют кнопочный набор, функции повторного и автоматического набора, поддерживают тональный и импульсный режимы. Все модели являются проводными.
- VEF-TA «Марта» — дисковый номеронабиратель
- VEF TA-101 — телефон-трубка
- VEF TA-102 — телефон-трубка
- VEF TA-105
- VEF TA-106 — телефон-трубка, определитель номера
- VEF TA-201
- VEF TA-202
- VEF TA-203 — определитель номера, будильник
- VEF TA-204P
- VEF TA-205
- VEF TA-206
- VEF TA-211
- VEF TA-215
- VEF TA-303
- VEF TA-422 — определитель номера, будильник
- VEF TA-500
- VEF Rita-201 — на микросхеме КР1008ВЖ1
- VEF Gunta-202 — на микросхеме КР1008ВЖ1
- VEF Inta-203 — на микросхеме КР1008ВЖ1
- TA Stella — дисковый номеронабиратель, стиль ретро
- TA Retro — дисковый номеронабиратель, стиль ретро
- TA Lana
- TA Marta 201 — кнопочный номеронабиратель
- TA Marta 301 — дисковый номеронабиратель
- STA 4CB
- STA 4ATS